# Новомихайловка (Миякинский район)
Новомихайловка (баш. Яңы Михайловка) — деревня в Миякинском районе Республики Башкортостан Российской Федерации. Входит в состав Менеузтамакского сельсовета. 

## География

### Географическое положение
У деревни река Курган впадает в реку Менеуз.
Расстояние до:
- районного центра (Киргиз-Мияки): 24 км,
- центра сельсовета (Менеузтамак): 4 км,
- ближайшей ж/д станции (Аксёново): 38 км.

## Население
| 2002 | 2009 | 2010 |
| ---- | ---- | ---- |
| 49   | ↗53  | ↗55  |

Национальный состав
Согласно переписи 2002 года, преобладающая национальность — русские (74 %).